# 白山神社 (三木町)
白山神社（しらやまじんじゃ）は、香川県木田郡三木町にある神社。讃岐国三木郡の式内社和爾賀波神社の論社のひとつである。
標高203mの白山（三木富士・東讃岐富士）の南麓にある。また、白山山頂には、龍王社と石鎚神社の石祠がある。
境内は桜の名所である。かつて三木町長の政策で白山全体に桜を植樹する計画があったが頓挫した。

## 祭神
- 伊弉諾尊
- 伊耶那美命

## 概略
創建時期は不明。延長4年（926年）、明海法印の夢のお告げにより白山権現を勧請したという。別の説では越国出身の晴明（白山相人）の創建という。
創建当初は白山の中腹にあったが、山麓へ遷座したという。
鰐河神社（南へ約1kmに鎮座）の境外末社であった。

## 交通
- 高松琴平電気鉄道長尾線白山駅より徒歩5分